# Wiesław Zieliński (fotograf)
Wiesław Zieliński (ur. w 1935 w Warszawie) – polski artysta fotograf. Członek Okręgu Warszawskiego Związku Polskich Artystów Fotografików. Członek międzynarodowej grupy fotograficznej „Circle-24”.

## Działalność
Wiesław Zieliński mieszka i pracuje w Warszawie, fotografuje od 1960 roku. Uczestniczył w pracach grupy fotograficznej „Stodoła-60”. W 1991 roku został członkiem międzynarodowej grupy fotograficznej „Circle-24”, przynależność do ww. grupy zaowocowała prezentacją fotografii Wiesława Zielińskiego (m.in.) w Anglii, Holandii, Danii, Japonii. W 1966 roku został przyjęty w poczet członków Okręgu Warszawskiego Związku Polskich Artystów Fotografików (legitymacja nr 335).
Wiesław Zieliński jest autorem i współautorem wielu wystaw fotograficznych; indywidualnych, zbiorowych, poplenerowych, pokonkursowych. Brał aktywny udział w Międzynarodowych Salonach Fotograficznych, (m.in.) organizowanych pod patronatem FIAP, zdobywając wiele medali, nagród, wyróżnień, dyplomów, listów gratulacyjnych. Jest współautorem zdjęć do albumów: „Wenus Polska”, „Akt”, „Antologia fotografii polskiej”, „Mistrzowie Polskiego Pejzażu”, „Nasza Pamięć”, „Dwory i Dworki”, „Niezwykłe Miejsca w Polsce”. Szczególne miejsce w twórczości Wiesława Zielińskiego zajmuje fotografia aktu. Dużą część swoich prac artystycznych wykonuje w dawnej, szlachetnej technice „gumy”.
Fotografie Wiesława Zielińskiego znajdują się w zbiorach Królewskiej Biblioteki w Kopenhadze oraz w Muzeum Śląskim we Wrocławiu.

## Wystawy autorskie
- „Reportaże o tematyce warszawskiej”; Warszawa (1961)
- „Wielki świat małego człowieka”; Warszawa (1965)
- „Intymne pejzaże”; Warszawa (1972)
- „Ich Świat” (z Mirosławem Wiśniewskim); Warszawa (1976)
- „Fotomontaże”; Malmö – Szwecja (1978)
- „Gumy dwuchromianowe”; Warszawa (1984)
- „Praha w technice gumy dwuchromianowej”; Czechosłowacja (1987)
- „Pozostał tylko popiół” (Auschwitz-Birkenau); Warszawa (1990)
- „Retrospektywna Wystawa Fotografii”; Axel – Holandia (1990)
- „Retrospekcja”; Nikozja – Cypr (1992)
- „Fotografia w technice gumy dwuchromianowej”; Nikozja – Cypr (1993)
- „Fotografie”; Malmö – Szwecja (1994)
- „Fotomontaże symetryczne”; Axel – Holandia (1995)
- „Fotografie w technice gumy” (z Tomaszem Mościckim); Zamość (1996)
- „Z głębi dziejów” (ze Stanisławem Fitakiem); Warszawa (2000)
- „Prawosławie w Polsce”; Klasztor w Jabłecznej (2003)
- „Monastery Prawosławne” (z Tomaszem Mościckim i Krzysztofem Miszułowiczem); Muzeum we Włodawie (2004)
- „Ich Świat”; Warszawa (2010)
- „Akty”; Warszawa (2011)

Źródło

## Odznaczenia
- Srebrny Krzyż Zasługi
- Odznaka honorowa „Zasłużony dla Kultury Polskiej”

Źródło

## Publikacje (albumy)
- „Pozostał tylko popiół” (Auschwitz-Birkenau)[16][6]
- „Dzieci w PRL-u”[19]